# Мгарська Дача (пам'ятка природи)
Мга́рська Да́ча — ботанічна пам'ятка природи місцевого значення в Україні. Розташована в межах Лубенського району Полтавської області, на північ від села Мгар.
Площа 182 га. Статус надано згідно з рішенням облвиконкому № 329 від 22.07.1969 року. Перебуває віданні ДП «Лубенський лісгосп» (Приміське л-во, кв. 23-25).
Статус надано для збереження частини лісового масиву на правобережжі Сули.
Тут зростають дубові ліси з домішкою граба звичайного, черешні пташиної та цінними рослинними угрупованнями дібров і типовим біорізноманіттям. Ці ліси перебувають в регіоні на межі суцільного поширення. У межах пам'ятки трапляється 15 рідкісних видів рослин і 19 рідкісних видів тварин.

## Галерея

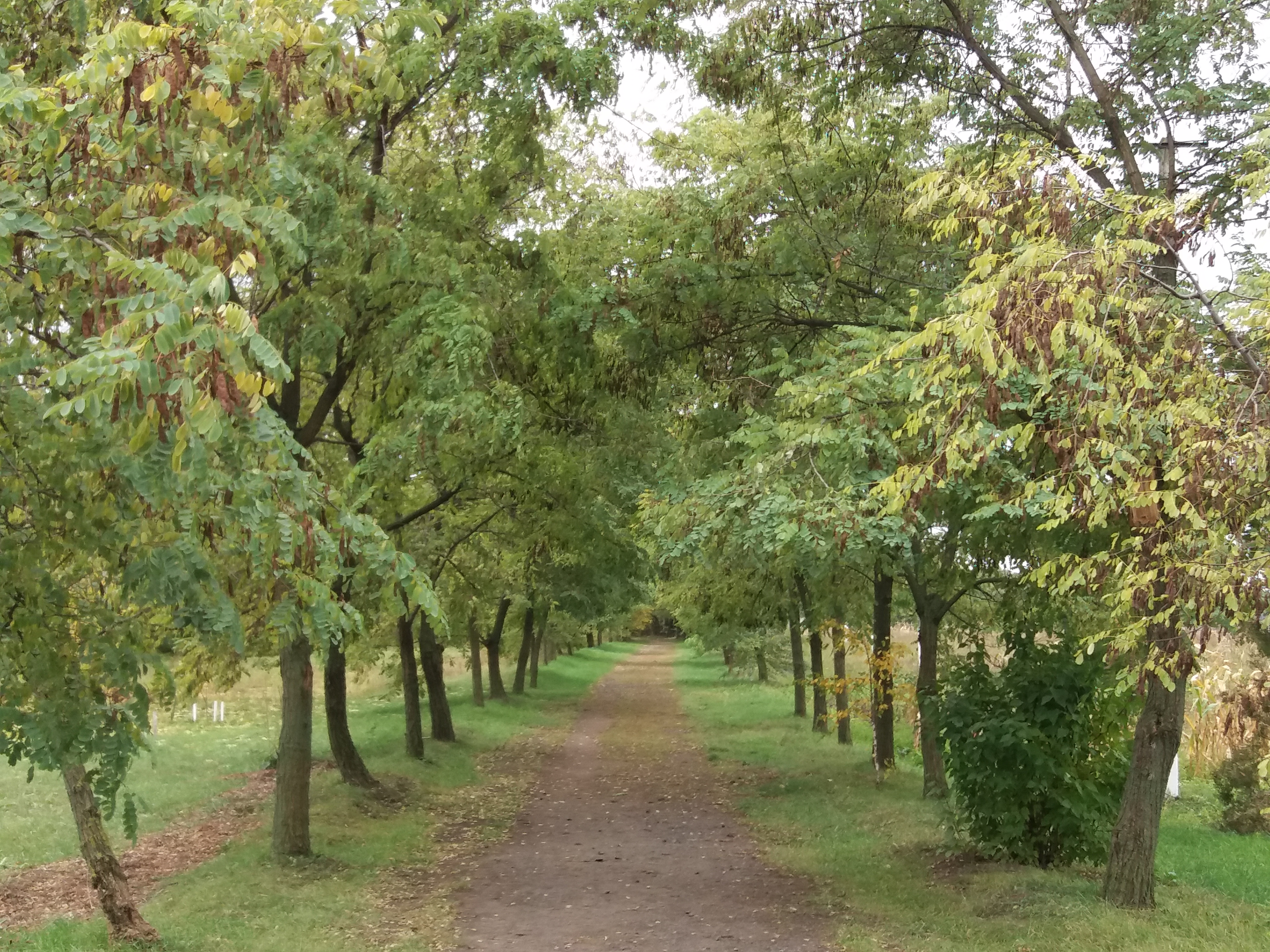
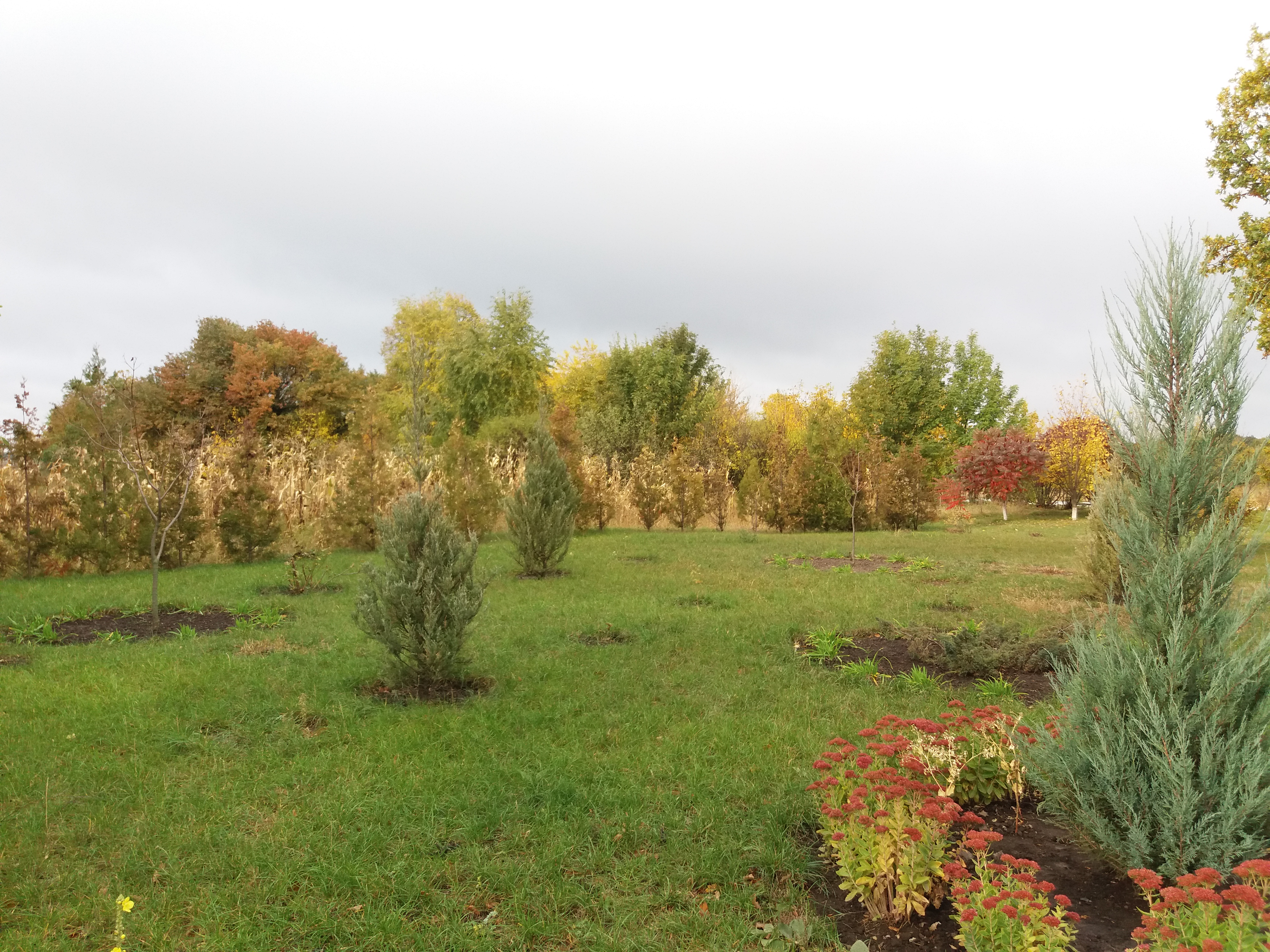
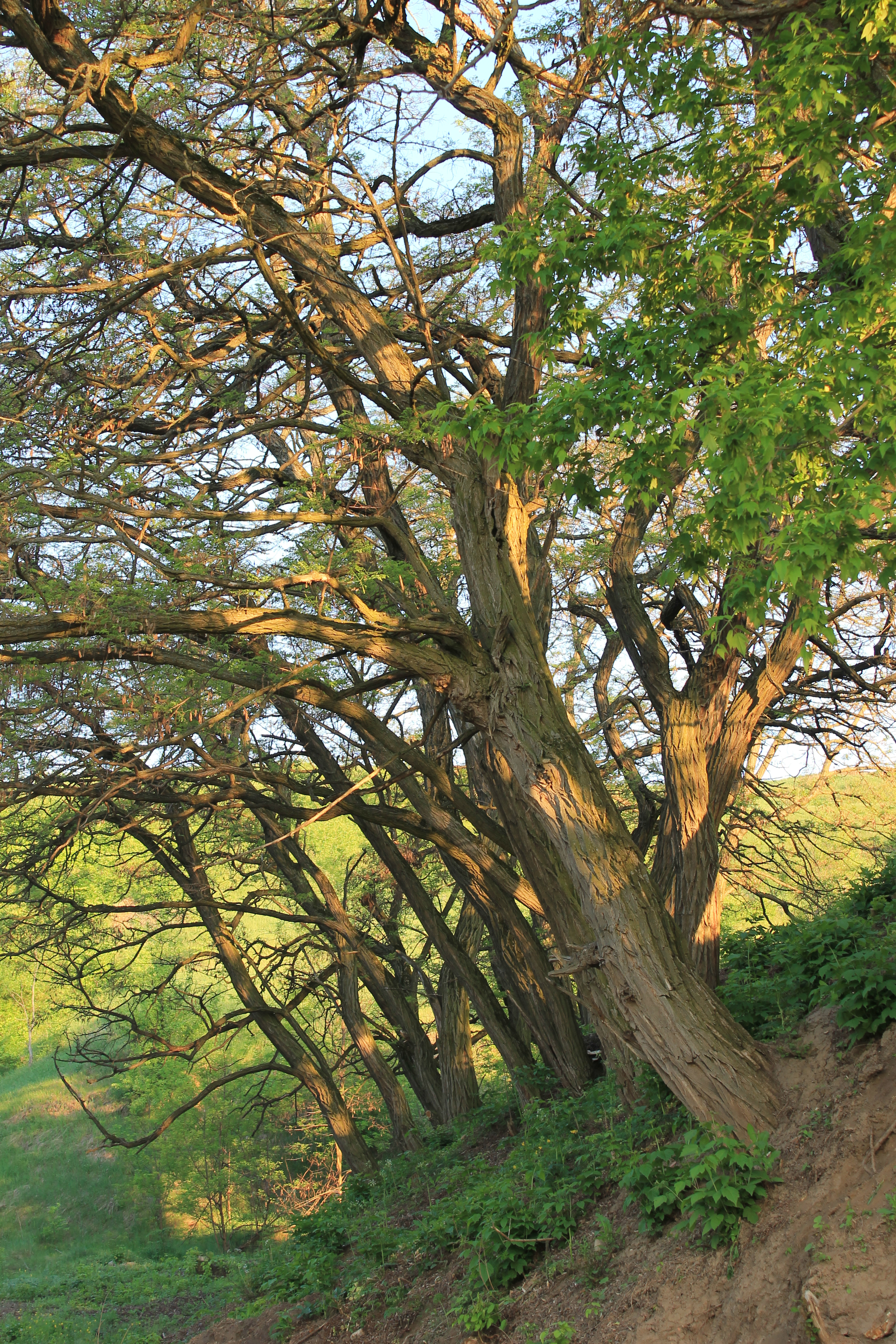